# Usellus
Usellus (tiếng Hy Lạp: Οὔσελλις; Latin: Uselis hoặc Usellis) là một comune (municipality) and town in the tỉnh Oristano trong vùng Sardinia. Tại thời điểm ngày 31 tháng 12 năm 2004, đô thị này có dân số 993 người và diện tích là 35,1 km².
Usellus giáp các đô thị: Albagiara, Ales, Gonnosnò, Mogorella, Villa Verde, Villaurbana.

## Footnotes
1. ↑  Bản mẫu:Barrington
2. ↑  Số liệu thống kê căn cứ vào Viện thống kê Italia Istat.